# کشف المراد
کَشْفُ الْمُراد فی شَرحِ تَجْریدِ الْاِعتِقاد کتابی از علامه حلی است که در آن به شرح کتاب تجرید الاعتقاد اثر خواجه نصیرالدین طوسی پرداخته‌است.